# Похива, Акилиси
Самиуэла ʻАкилиси Похива (тонг. Samiuela 'Akilisi Pōhiva; 7 апреля 1941 — 12 сентября 2019) — премьер-министр Тонга с 30 декабря 2014 до своей смерти 12 сентября 2019 года. Четвёртый простолюдин на посту премьер-министра Тонга (после Ширли Вальдемар Бейкер, Сиосатеки Тонга и Фелети Севеле) и первый простолюдин, избранный на него парламентом, а не назначенный монархом.

## Биография
Получив образование в Южнотихоокеанском университете, работал учителем, но в 1984 году был уволен с государственной службы как активист движения за демократизацию Тонга (представлявшего на тот момент дуалистическую монархию с широкими полномочиями короля и наследственных аристократов) и возглавил журнал «Келеа», основной орган оппозиции. В 1987 году избран депутатом Законодательного собрания. В 1996 году был арестован по обвинению в «презрении к Законодательному собранию», но отпущен по решению Верховного суда, признавшему его заключение «незаконным и антиконституционным». В 2002 году предан суду за статьи с критикой в адрес короля, но оправдан. В 2007 году вновь арестован по обвинению в организации массовых беспорядков, но вскоре освобождён.
После того, как в 2010 году по конституционной реформе Законодательное собрание получило право номинации премьер-министра, вышел с рядом сторонников из Движения за гражданские права и демократию и создал Демократическую партию Дружественных островов, которая получила на выборах 12 из 26 мест в парламенте (при этом 9 депутатов из 26 представляли не население, а аристократию, а на оставшиеся 5 всенародно избираемых мест были избраны независимые кандидаты). Однако при выборах премьер-министра за Похиву проголосовали только однопартийцы. Большинством голосов был избран представитель аристократии лорд Туʻивакано, который предложил Похиве пост министра здравоохранения. Уже через девять дней после назначения Похива подал в отставку и перешёл в оппозицию в знак протеста против того, что в новое правительство были включены лица, не являющиеся депутатами парламента, в то время как, по мнению Похивы, министерские посты должны были занять представители его партии, как победившей на выборах.
По итогам выборов 2014 года расстановка сил в Законодательном собрании не изменилась, однако по соглашению с лордом Туʻивакано на пост премьер-министра был избран Похива. Лорд Туʻивакано, в свою очередь, был избран председателем парламента (для избрания которого требуется согласие большинства всенародно избираемых депутатов).
Скончался 12 сентября 2019 года в городской больнице Окленда в Новой Зеландии от осложнений, вызванных пневмонией.